# Finské ozbrojené síly

Znak Finských ozbrojených sil

Finské ozbrojené síly (finsky Puolustusvoimat, švédsky Försvarsmakten) představují poloprofesionální ozbrojené síly, jejichž primárním úkolem je obrana Finska před vnějším nepřítelem. Profesionální část armády je doplňována branci povolávanými na základní vojenskou službu v trvání 6 až 12 měsíců. Ta je povinná pro všechny muže starší 18 let, s výjimkou obyvatel Aland a Svědků Jehovových, může však být nahrazena 11 měsíců dlouhou civilní službou.
Finské branné síly se dělí na tři složky:
- pozemní síly (Maavoimat)
- letectvo (Ilmavoimat)
- válečné námořnictvo (Merivoimat)

Zvláštní skupinu představuje Pohraniční stráž, která je podřízena ministerstvu vnitra, ale v případě ozbrojeného konfliktu nebo přípravy na něj přechází pod velení ozbrojených sil.

## Historie

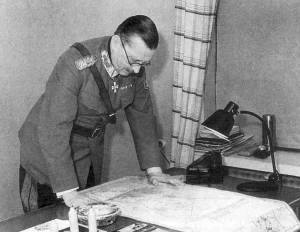
Maršál Mannerheim, tvůrce Finských ozbrojených sil, který je vedl jako vrchní velitel ve všech čtyřech válkách

Finové jsou národ, jejichž ozbrojené síly vycházejí z dlouhé, bohaté a úctyhodné tradice. V dobách, kdy Finsko náleželo Švédsku, představovalo Finsko štít Švédska před ruským nepřítelem a za nesčetných válek mezi těmito velmocemi se pravidelně měnilo v bitevní pole. Poté, co se stalo součástí Ruského impéria, význam Finů jakožto válečníků upadl, Finské velkoknížectví nemělo jednu dobu ani vlastní armádu, nicméně první světové války se přesto většinou dobrovolně účastnilo mnoho finských vojáků, ať už v carské nebo císařské armádě.
Poté, co Finsko získalo nezávislost, došlo ke zrodu Finských ozbrojených sil, které si již v prvních 30 letech trvání finského státu vydobyly vážnost, když se ctí prošly čtyřmi válečnými konflikty. Byly to:
- Finská občanská válka, která přerostla ve válku s bolševickým Ruskem
- Zimní válka
- Pokračovací válka
- Laponská válka

V následujících letech hrála finská armáda významnou roli v řadě mírových misí OSN v problémových oblastech, například na Blízkém východě.